# كيفن كلارك (لاعب كرة قدم أمريكية)
كيفن كلارك (بالإنجليزية: Kevin Clark)‏ هو لاعب كرة قدم أمريكية أمريكي، ولد في 8 يونيو 1964 في ساكرامنتو في الولايات المتحدة.

## وصلات خارجية
- كيفن كلارك على موقع مرجع كرة القدم المحترفة.كوم (الإنجليزية)